# Port lotniczy Mocimboa da Praia
Port lotniczy Moçimboa da Praia (port. Aeroporto Moçimboa da Praia, IATA: VKC, ICAO: FQLC) – port lotniczy zlokalizowany w Moçimboa da Praia, w Mozambiku.